# Тимотеј Александријски
Тимотеј Александријски (грч. Τιμοθεος Α је православни светитељ и архиепископ Александријске цркве у приоду од 380.-385. године.
Био је ученик светог Атанасија Великог и брат Петра II Александријског, кога је наследио на челу Александријске архиепископије 380. године. О његовом животу се мало зна. Био је активан учесник Другог васељенског сабора, проповедник једносушности Свете Тројице и одбране православног учења о Светом Духу. Свети Тимотеј је био упоран и доследан у борби против аријанства. Изградио је многе храмове у Александрији, крстио многе незнабошце и вратио православљу многе аријанце.
Чувени су његових 18 одговора на питања о заједништву моралне чистоте и 2 уредбе који су ушли у каноне Другог васељенског сабора.
Православна црква помиње светог Тимотеја 13. фебруара по јулијанском календару.